# Neatus picipes
Neatus picipes är en skalbaggsart som först beskrevs av Herbst 1797.  Neatus picipes ingår i släktet Neatus, och familjen svartbaggar. Arten har ej påträffats i Sverige.